# Ngembe
Ngembe is een bestuurslaag in het regentschap Pasuruan van de provincie Oost-Java, Indonesië. Ngembe telt 3677 inwoners (volkstelling 2010).